# Hydrolaetare caparu
Hydrolaetare caparu é uma espécie de anfíbio anuro da família Leptodactylidae. Está presente na Bolívia. A UICN classificou-a como deficiente de dados.